# Ámbul
Ámbul es una localidad situada en el departamento San Alberto, provincia de Córdoba, Argentina.
Se encuentra situada sobre la ruta provincial 15, a 260 km de la Ciudad de Córdoba.

## Toponimia
Ámbul significa "Tierra del alto" en quechua.

## Geografía

### Población
Cuenta con 1259 habitantes (Indec, 2022), lo que representa un ascenso del 226,17% frente a los 386 habitantes (Indec, 2010) del censo anterior.
| Gráfica de evolución demográfica de Ámbul entre 1991 y 2022 |
|                                                             |
| Fuente: Censos nacionales del INDEC                         |

### Clima
En Ámbul el clima es saludable. Los días son radiantes y las noches frescas, con bajos porcentajes de humedad. Y gracias a las altas concentraciones de ozono y la baja contaminación ambiental en el valle se respira aire puro.
En la zona en la cual está enclavada la localidad, existe un microclima que hace que la temperatura promedio anual sea de 25 °C, y que haya 320 días soleados al año. El período de lluvias es de noviembre a marzo.

### Sismicidad
La sismicidad de la región de Córdoba es frecuente y de intensidad baja, y un silencio sísmico de terremotos medios a graves cada 30 años en áreas aleatorias. Sus últimas expresiones se produjeron:
- 22 de septiembre de 1908 (116 años), a las 17.00 UTC-3, con 6,5 Richter, escala de Mercalli VII; ubicación 30°30′0″S 64°30′0″O / -30.50000, -64.50000; profundidad: 100 km; produjo daños en Deán Funes, Cruz del Eje y Soto, provincia de Córdoba, y en el sur de las provincias de Santiago del Estero, La Rioja y Catamarca[2]

- 16 de enero de 1947 (78 años), a las 2.37 UTC-3, con una magnitud aproximadamente de 5,5 en la escala de Richter (terremoto de Córdoba de 1947)[1]

- 28 de marzo de 1955 (70 años), a las 6.20 UTC-3 con 6,9 Richter: además de la gravedad física del fenómeno se unió el desconocimiento absoluto de la población a estos eventos recurrentes (terremoto de Villa Giardino de 1955)

- 7 de septiembre de 2004 (20 años), a las 8.53 UTC-3 con 4,1 Richter

- 25 de diciembre de 2009 (15 años), a las 21.42 UTC-3 con 4,0 Richter

## Economía
La principal actividad económica de la localidad es el turismo junto a la elaboración de productos artesanales como dulces caseros, mates, miel, etc.
La agricultura y la ganadería también tienen relevancia en la economía local.

## Cómo llegar
Partiendo de Villa Cura Brochero hacia el norte y transitando por la ruta provincial 15, alrededor de 36 km hacia la localidad de Salsacate, se llega al camino de acceso que conduce a Ambul. Al recorrerlo por aproximadamente cinco kilómetros hacia las montañas, se llega al centro del poblado.

## La Navidad en Ámbul
El cura Brochero consiguió, durante su gestión al frente del curato de San Pedro, el permiso para celebrar la Misa de Navidad a media noche, como un privilegio para la capilla de Ambul. Esta tradicional misa se viene celebrando hace más de un siglo y está asentada en el Vaticano como la segunda fiesta popular religiosa del país.